# Martta Salmela-Järvinen
Martta Helena Salmela-Järvinen, född 31 mars 1892 i Kylmäkoski, död 16 september 1987 i Helsingfors, var en finländsk riksdagspolitiker (socialdemokrat) och författare. 
Salmela-Järvinen, ursprungligen bokbinderiarbetare, var sekreterare i socialdemokratiska kvinnoförbundet i Finland 1937–1953 och ombudsman vid Förbundet för mödra- och skyddshem 1953–1971. Hon var ledamot av Finlands riksdag för socialdemokraterna 1939–1966. Hon skrev skådespel, memoarer i fyra delar (1965–1968), en biografi över ministern Miina Sillanpää (1973) samt romanen Tuhannen tarinan talo (1980), som skildrar livet och invånarna på ett ålderdomshem. Hon tilldelades socialråds titel 1962.